# (10717) Dickwalker
(10717) Dickwalker est un astéroïde de la ceinture principale.

## Description
(10717) Dickwalker est un astéroïde de la ceinture principale. Il fut découvert le 1er décembre 1983 à la station Anderson Mesa par Edward L. G. Bowell. Il présente une orbite caractérisée par un demi-grand axe de 2,29 UA, une excentricité de 0,17 et une inclinaison de 7,6° par rapport à l'écliptique.

## Compléments